# Corynaea
Corynaea es un género monotípico de plantas parásitas, perteneciente a la familia Balanophoraceae. Su única especie: Corynaea crassa Hook.f., es originaria de  América.

## Descripción
Son plantas pardo-amarillentas a purpúreo intenso, pardas o negruzcas cuando secas; con tubérculo de  3-6 × 4-8 cm. Tallos (0.5-)3-6(-10) × 0.5-2 cm, emergiendo directamente del tubérculo, rompiendo la superficie al salir y formando un anillo conspicuo en la base de cada tallo, ligeramente acanalados longitudinalmente en la mitad distal cuando secos. Inflorescencias de 3-7 × 2-5 cm sin las brácteas, no ramificadas; brácteas 4-8 mm de diámetro, aplanadas o con una protuberancia cónica en el centro; tricomas filiformes 1.8-2 mm, claviformes, rosados. Flores estaminadas con el tubo del perianto 3.5-5 mm, los lobos 1.8 × 0.8 mm, ligulados; estambres con la columna 2.5-6 mm, adnatos al tubo del perianto en el 1/3 proximal; sinandro c. 1 × 1 mm. Flores pistiladas con los segmentos del perianto 1-1.2 mm, sobresaliendo del ovario; estilos 1-1.2 mm, exertos desde los tricomas filiformes.

## Distribución y hábitat
Se encuentra en los bosques montanos, bosques de Quercus. a una altitud de (1300-)1700-2700 metros en Mesoamérica, Colombia, Venezuela, Ecuador, Perú y Bolivia.

## Taxonomía
Corynaea crassa fue descrita por Joseph Dalton Hooker  y publicado en Transactions of the Linnean Society of London 22: 31, 54, t. 13. 1856.
Variedad aceptada
- Corynaea crassa var. sprucei (Eichler) B.Hansen

Sinonimia
- Corynaea purdiei Hook.f.
- Corynaea sphaerica Hook.f.
- Itoasia crassa (Hook.f.) Kuntze
- Itoasia purdiaei (Hook.f.) Kuntze
- Itoasia sphaerica (Hook.f.) Kuntze	[4]

var. sprucei (Eichler) B.Hansen
- Corynaea sprucei Eichler
- Helosis whymperi Baker f.
- Itoasia sprucei (Eichler) Kuntze